# Aleksandr Jaremčuk
Aleksandr Vital'evič Jaremčuk (in russo Александр Витальевич Яремчук?; Šangaly, 19 febbraio 1995) è un atleta paralimpico russo classificato T46 e specializzato nel mezzofondo, in particolare nei 1500 metri piani.

## Biografia
Dopo aver perso il braccio sinistro all'età di sette anni, tredicenne inizia a praticare l'atletica leggera. Nel 2016 veste per la prima volta la maglia della nazionale russa ai campionati europei paralimpici di Grosseto, dove conquista la medaglia d'oro nei 1500 metri piani T46, stabilendo anche il nuovo record dei campionati con il tempo di 4'02"69.
Nel 2019 è medaglia di bronzo nei 1500 metri piani T46 campionati mondiali paralimpici di Dubai e due anni dopo si riconferma campione continentale dei 1500 metri piani T46 ai campionati europei paralimpici di Bydgoszcz 2021. Sempre nel 2021 scende in pista ai Giochi paralimpici di Tokyo, ma sotto i colori del Comitato Paralimpico Russo a causa dell'esclusione quadriennale della Russia dalle competizioni internazionali per i numerosi casi di doping. Qui conquista la medaglia d'oro nei 1500 metri piani T46 e la quarta posizione in classifica nella maratona T46.
Nel 2024 prende parte ai campionati mondiali paralimpici come atleta paralimpico neutrale per l'esclusione della Russia in seguito all'invasione dell'Ucraina; vince la gara dei 1500 metri piani T46 con il nuovo record europeo di 3'48"87, ma, sempre a causa dei provvedimenti contro la Russia, non riceve alcuna medaglia. Vince invece la medaglia d'oro nella medesima specialità ai Giochi paralimpici di Parigi dello stesso anno.

## Record nazionali
- 1500 metri piani T46: 3'48"87  ( Kōbe, 24 maggio 2024)

## Progressione
Statistiche ricavate da paralympic.org/athletics/rankings (al 24 agosto 2024).

### 1500 metri piani T46
| Stagione | Tempo   | Luogo       | Data      | Rank. Mond. |
| -------- | ------- | ----------- | --------- | ----------- |
| 2024     | 3'48"87 | Kōbe        | 24-5-2024 | 1º          |
| 2023     | 3'51"55 | Čeboksary   | 12-8-2023 | 2º          |
| 2021     | 3'51"91 | Bydgoszcz   | 2-6-2021  | 1º          |
| 2019     | 3'51"34 | Čeboksary   | 13-7-2019 | 2º          |
| 2016     | 4'02"69 | Grosseto    | 13-6-2016 | 4º          |
| 2015     | 4'15"18 | Stadskanaal | 7-7-2015  | 11º         |

## Palmarès
| Anno                                                | Manifestazione                  | Sede      | Evento           | Risultato | Prestazione | Note                                   |
| --------------------------------------------------- | ------------------------------- | --------- | ---------------- | --------- | ----------- | -------------------------------------- |
| In rappresentanza della Russia                      |                                 |           |                  |           |             |                                        |
| 2016                                                | Campionati europei paralimpici  | Grosseto  | 1500 m piani T46 | Oro       | 4'02"69     | Record dei campionati                  |
| 2019                                                | Campionati mondiali paralimpici | Dubai     | 1500 m piani T46 | Bronzo    | 3'54"40     |                                        |
| 2021                                                | Campionati europei paralimpici  | Bydgoszcz | 1500 m piani T46 | Oro       | 3'51"91     | Record dei campionati                  |
| In rappresentanza del Comitato Paralimpico Russo    |                                 |           |                  |           |             |                                        |
| 2021                                                | Giochi paralimpici              | Tokyo     | 1500 m piani T46 | Oro       | 3'52"08     |                                        |
| 2021                                                | Giochi paralimpici              | Tokyo     | Maratona F46     | 4º        | 2h31'42"    | Miglior prestazione personale          |
| In rappresentanza degli Atleti Paralimpici Neutrali |                                 |           |                  |           |             |                                        |
| 2024                                                | Campionati mondiali paralimpici | Kōbe      | 1500 m piani T46 | 1º        | 3'48"87     | Record dei campionati · Record europeo |
| 2024                                                | Giochi paralimpici              | Parigi    | 1500 m piani T46 | Oro       | 3'50"24     |                                        |